# Henri d'Argis
Pour les articles homonymes, voir Guyot et Boucher d'Argis.
Henri d'Argis, né Henri Gaspard Guyot (légitimé Henri Gaspard Boucher d'Argis de Guillerville) le 1er avril 1864 à La Ferté-Gaucher et mort le 19 août 1896 à Paris 5e, est un médecin et écrivain français, auteur de Sodome (1888) et de Gomorrhe (1889).

## Biographie

### Famille
Henri Gaspard Guyot naît chez ses grands-parents maternels, à la Ferté-Gaucher en 1864, fils naturel de Sahra (sic) Caroline Guyot, domiciliée 82 rue Saint-Louis-en-l'Île à Paris,. Il a deux frères aînés, Alphonse Jules Gaspard Guyot — né en 1856 à Mustapha en Algérie, où sa mère était alors établie — et Jules Charles Gaspard Guyot — né comme lui chez ses grands-parents, en 1861.
En 1868, Jules Gaspard Boucher d'Argis de Guillerville, chef d'escadron issu d'une vieille famille de la noblesse, les reconnaît comme ses fils, puis épouse leur mère l'année suivante, à Paris. Légitimé, Henri Guyot devient Henri Boucher d'Argis de Guillerville. Son petit frère Paul Louis Gaspard naît en 1870.
Henri d'Argis a 18 ans quand son père meurt.

### Parcours
Devenu « étudiant en rupture de toutes les facultés » selon sa propre formule, il se lie d'amitié avec Maurice Barrès, Jean Moréas, Paul Verlaine. Dans son Journal, Ferdinand Bac décrit « d'Argis de Guillerville » comme « un ami commun du Quartier latin de 1880, (...) un étrange bohème que Berthelot  a beaucoup connu (...), un ami de Maurice Barrès, morphinomane, génie manqué, tapeur, poète, romancier, médecin, organiste, vivant avec Moréas et Verlaine. »
En 1888, d'Argis publie à compte d'auteur, chez le libraire Alphonse Piaget, son premier roman, Sodome, préfacé par Verlaine. L’année suivante paraît son deuxième roman, Gomorrhe. Verlaine, dont il est un intime, le représente à ses côtés, debout à l'extrême gauche, sur le dessin Une soirée chez Paul Verlaine, et lui consacre un sonnet : paru dans Le Chat noir du 10 août 1889, ce texte deviendra en 1890 le quatorzième poème du recueil Dédicaces.

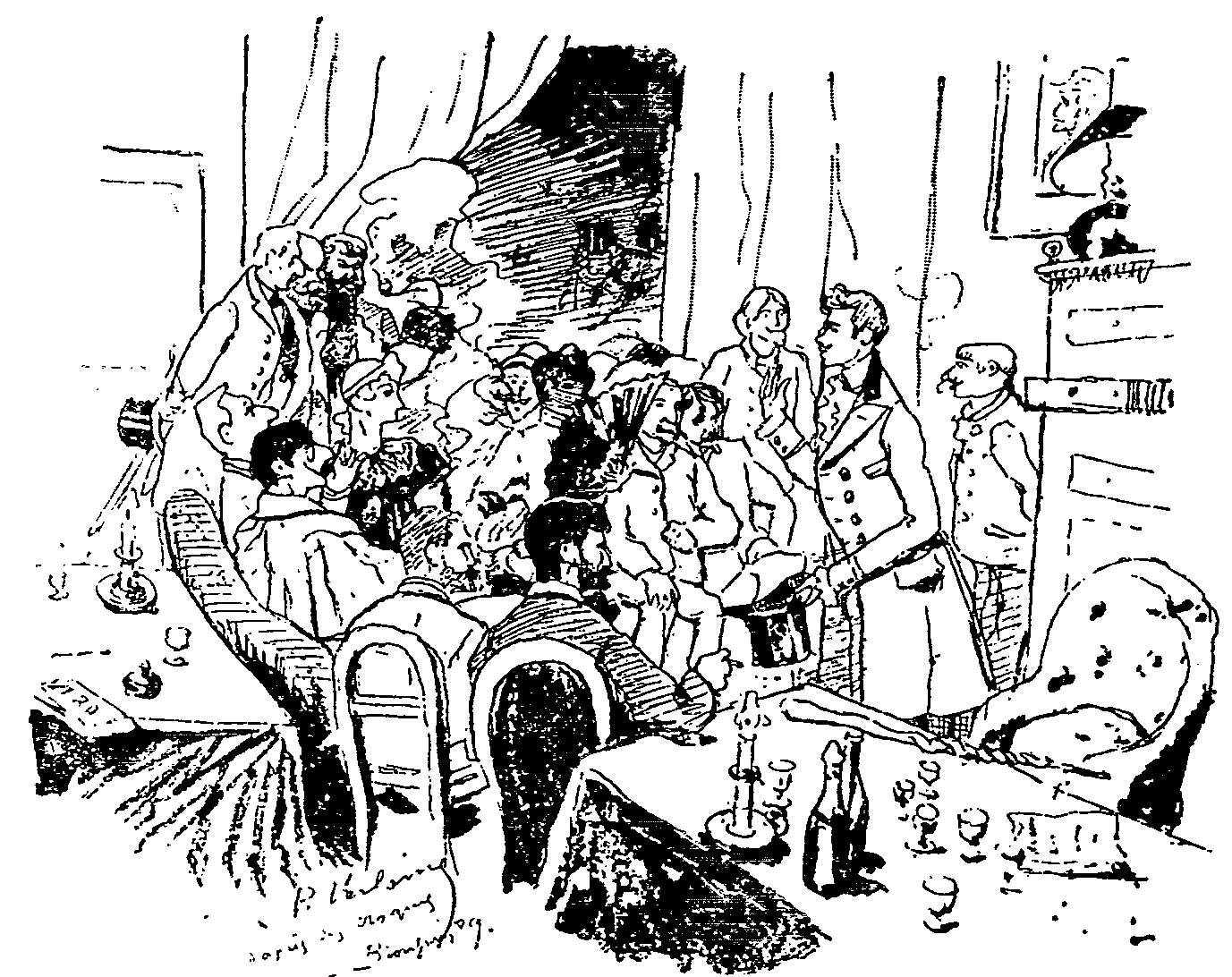
Paul Verlaine, Une soirée chez Paul Verlaine, 1889 (dessin paru dans La Plume, février 1896, p. 75). Le poète a représenté Henri d'Argis à ses côtés, à l'extrême gauche, à l'occasion d'une soirée à l'hôtel meublé de l'impasse Royer-Collard.

En 1891 et 1892, Henri d'Argis écrit quelques textes, parmi lesquels une biographie du sculpteur David d'Angers et une étude sur l'esthétique (publiées pour la Grande Encyclopédie éditée en fascicules par l'archiviste Auguste Prudhomme,). Il signe par ailleurs quelques articles de presse et tient brièvement une rubrique intitulée « Au jour le jour » dans Le Figaro,. Son troisième roman, L’Éducation conjugale, paraît en 1894, avec une couverture illustrée par le peintre Léon Henri Ruffe et un frontispice d'Henri-Gabriel Ibels,.
L'année suivante, après la soutenance d'une thèse intitulée De la péricardite blennorrhagique (sic) — dans laquelle il étudie 13 cas de péricardite chez des patients atteints de blennorragie — Henri d'Argis devient docteur en médecine, quelques mois seulement avant sa mort,.
Il meurt célibataire à l'âge de 32 ans, en son domicile du 3 boulevard Saint-Michel à Paris, en août 1896, six mois après Paul Verlaine.

## Œuvre

### Sodome
Publié à Paris en 1888 chez Alphonse Piaget, avec préface de Paul Verlaine, Sodome est considéré comme le premier roman homosexuel[réf. nécessaire]. Il a été écrit de 1886 à 1888 entre Mons et Paris, en quatre parties : « L'Enfance », « La Retraite », « Le Monde » et « La Chute ».

« Vous n'aurez pas, avec un mâle, le coït féminin, dit la Bible. Quoi de plus chaste et de moins troublant que cette phrase brutale et sauvage ? n'est-elle pas le modèle, dans sa simplicité si explicite, du psychologue des psychologues honteuses ?
Les vices contre nature sont comme une charogne décomposée que son odeur acre et son aspect purulent protège du scalpel. L'étude en est formidable ; elle doit, pour être saine, être brusque et courageuse ; elle doit, pour ne pas être dangereuse, s'abstenir de pruderie et de réticences.
Ces lignes expliqueront peut-être suffisamment une conception qu'on pourrait appeler le Naturalisme de la pensée. »

— Henri d'Argis, Sodome

## Liste des ouvrages d'Henri d'Argis
- Sodome, préf. de Paul Verlaine, Paris, Librairie française Alphonse Piaget, 1888 Texte en ligne    (Wikisource) [lire en ligne]
- Gomorrhe, Paris, Charles, 1889
- L’Éducation conjugale, Paris, Charles, 1894 [lire en ligne]
- De la péricardite blennorrhagique (sic) (thèse), Paris, impr. Noizette et Cie, librairie Charles, 1895[26]